# Staatsrat (Irland)
Der irische Staatsrat (englisch Council of State; irisch An Chomhairle Stáit) ist ein politisches Organ, das den irischen Präsidenten berät und durch die Verfassung von Irland geschaffen wurde. Der Staatsrat hat auch die theoretische Macht, die Aufgaben des Präsidenten übergangsweise zu übernehmen, falls diese nicht durch ihn oder die Presidential Commission ausgeführt werden können. Tagungsort des Staatsrates ist Áras an Uachtaráin.

## Zusammensetzung
Der Staatsrat besteht aus einer Reihe von Regierungsbeamten, die von Amts wegen in diesem Rat sitzen, sowie aus einigen ehemaligen Amtsinhabern und bis zu sieben Personen, die vom Präsident benannt wurden. Die Personen, die von Amts wegen im Staatsrat sitzen, sind der rechtliche Regierungsberater sowie jeweils zwei Personen aus jedem der drei Bereiche Legislative, Exekutive und Judikative.
Im Gegensatz zu den übrigen Aufgaben, die der Präsident in Abstimmung mit dem Kabinett entscheiden muss, obliegen die sieben Personen des Staatsrates alleine seiner Entscheidung. Diese sieben Personen bleiben im Staatsrat, bis der Nachfolger des Präsidenten sein Amt übernimmt.
Aktuelle Liste der Staatsratsmitglieder
| Amt                                                         | Aktuelle Mitglieder                                                                                            |
| von Amts wegen                                              | von Amts wegen                                                                                                 |
| ----------------------------------------------------------- | --- |
| Taoiseach (Exekutive)                                       | Micheál Martin                                                                                                 |
| Tánaiste (Exekutive)                                        | Simon Harris                                                                                                   |
| Ceann Comhairle (Legislative: Dáil)                         | Verona Murphy                                                                                                  |
| Cathaoirleach (Legislative: Seanad)                         | Mark Daly |
| Chief Justice des Supreme Court (Judikative)                | Donal O’Donnell                                                                                                |
| Präsident des Court of Appeal (Judikative)                  | Caroline Costello                                                                                              |
| Präsident des High Court (Judikative)                       | David Barniville                                                                                               |
| rechtlicher Regierungsberater (Attorney General of Ireland) | Rossa Fanning                                                                                                  |
| Ehemalige Amtsinhaber                                       | |
| ehemalige irische Präsidenten                               | Mary Robinson, Mary McAleese                                                                                   |
| ehemalige Taoisigh                                          | Bertie Ahern, Brian Cowen, Enda Kenny, Micheál Martin, Leo Varadkar, Simon Harris                              |
| ehemalige Oberste Richter                                   | Ronan Keane, Frank Clarke, Susan Denham                                                                        |
| Vom Präsidenten bestimmt                                    | |
|                                                             | Cara Augustenborg, Sinéad Burke, Sindy Joyce, Maurice Malone, Johnston McMaster, Mary Murphy, Seán Ó Cuirreáin |

(Stand 2025)

## Aufgaben
Der Präsident ist zwar nicht an die Vorschläge des Rates gebunden, muss aber dessen Rat einholen und jedes Staatsratsmitglied muss die Möglichkeit bekommen, angehört zu werden. Dieses Vorgehen ist Pflicht bei der Ausführung aller Ermessensentscheidungen des Präsidenten, ausgenommen der Ablehnung einer Auflösung des Dáil Éireann. Dies sind im Einzelnen:
1. Beauftragung einer Prüfung auf Verfassungsmäßigkeit von Gesetzesvorschlägen durch das oberste Gericht
2. Bestätigung eines Gesetzesentwurfs durch einen Volksentscheid
3. Kürzung des Zeitrahmens zur Gesetzesbestätigung im Senat
4. Einberufung eines Schlichtungsausschusses zur Entscheidung, ob ein Gesetzesentwurf Etat-Fragen beinhaltet.
5. Eine Rede an das Parlament
6. Eine Rede an die Nation